# Busovîsko, Starîi Sambir
Busovîsko (în ucraineană Бусовисько) este un sat în comuna Verhnii Lujok din raionul Starîi Sambir, regiunea Liov, Ucraina.

## Demografie
Componența lingvistică a localității Busovîsko
     Ucraineană (99,9%)
     Alte limbi (0,1%)
Conform recensământului din 2001, majoritatea populației localității Busovîsko era vorbitoare de ucraineană (99,9%), existând în minoritate și vorbitori de alte limbi.